# Plo Koon
Pour les articles homonymes, voir Koon.
 (juillet 2014).
Si vous disposez d'ouvrages ou d'articles de référence ou si vous connaissez des sites web de qualité traitant du thème abordé ici, merci de compléter l'article en donnant les références utiles à sa vérifiabilité et en les liant à la section « Notes et références ».
Personnage de fiction apparaissant dans
Star Wars.
Plo Koon est un personnage de la saga cinématographique Star Wars. Originaire de la planète Dorin et membre du conseil Jedi, il est respecté pour son analyse lucide des événements et son calme sans faille. Profondément préoccupé par la vie sous toutes ses formes, Plo était particulièrement dévoué à la protection des clones sous son commandement. Il partage des liens privilégiés avec Ahsoka Tano, qu’il avait ramenée à l’ordre Jedi quand elle n'avait que trois ans. Il participe à la bataille de Géonosis qui déclenche la terrible Guerre des clones. Promu général durant cette guerre, il meurt, trahi par les soldats clones sur la planète Cato Neimoidia.
Interprété par Alan Ruscoe dans La Menace fantôme puis par Matt Sloan dans L'Attaque des clones et La Revanche des Sith.

## Univers
L'univers de Star Wars se déroule dans une galaxie qui est le théâtre d'affrontements entre les Chevaliers Jedi et les Seigneurs noirs des Sith, personnes sensibles à la Force, un champ énergétique mystérieux leur procurant des pouvoirs psychiques. Les Jedi maîtrisent le Côté lumineux de la Force, pouvoir bénéfique et défensif, pour maintenir la paix dans la galaxie. Les Sith utilisent le Côté obscur, pouvoir nuisible et destructeur, pour leur usage personnel et pour dominer la galaxie.
Pour apporter la paix, une République galactique a été fondée, avec pour capitale la planète Coruscant. Mais, tout au long de son existence, la République est secouée par des sécessions et des guerres. Ce fut le cas en 32 av. BY lors des événements narrés dans le film La Menace fantôme.

## Histoire

### Origine
Né sur la planète Dorin, Plo Koon est un Kel Dor. Ses origines le contraignent d'ailleurs à porter un masque respiratoire (qui lui permet d'évoluer dans une atmosphère riche en oxygène) ainsi que des lunettes de protection. Il possède en revanche des organes extrasensoriels particulièrement développés (que sa connexion avec la Force rend plus efficaces encore) et comme la plupart des Kel Dor, il est capable de trancher de façon innée entre le bien et le mal. De plus, il peut survivre quelques minutes dans le vide spatial sans appareil respiratoire.

### La Menace fantôme
Envoyé pour négocier avec la Fédération l'arrêt du blocus de Naboo, Qui-Gon Jinn et son padawan Obi Wan Kenobi reviennent avec de mauvaises nouvelles, rien d'autre que la réapparition des Seigneurs Noirs des Sith, tout en présentant au Kel Dor et au reste des membres du Conseil Jedi le jeune Anakin Skywalker, un garçon qu'il pensait être l'Elu d'une antique prophétie. Comme ses confrères, Plo fut d'abord opposé à la formation de l'enfant, mais revint sur sa décision après avoir appris la disparition du troisième de ses amis proches, Jinn ayant finalement trouvé la mort face au guerrier Sith Dark Maul.

### L'Attaque des clones
Influencés par le maléfique comte Dooku, des milliers de systèmes planétaires menacent de faire sécession de la République Galactique. La principale opposante à ce projet, la sénatrice et ancienne reine Padmé Amidala, est alors visée par plusieurs tentatives d’assassinat. Elle est finalement capturée en compagnie du Jedi Obi-Wan Kenobi et de l'apprenti de celui-ci Anakin Skywalker sur la planète Géonosis. Prévenu, le conseil des Jedi envoie des chevaliers pour les sauver. C’est le puissant Mace Windu qui est désigné pour mener cette mission à bien. Il emmène avec lui les Jedi les plus doués en maniement du sabre laser dont fait partie Plo Koon.
Une fois arrivée, Plo Koon prit place dans l'arène aux côtés de Ki-Adi-Mundi et Aayla Secura, où, parfaitement adapté aux affrontements en groupe, il sema alors la destruction dans les rangs de droïdes de combat. Finalement, Plo Koon fut l'un des survivants de la bataille de Geonosis, qui vit tant de membres de l'Ordre tombés sous le feu des droïdes de combat des Séparatistes.
Par la suite, Plo Koon fut nommé comme bon nombre de camarades Jedi au poste de général dans la Grande Armée de la République pour lutter contre les Séparatistes.

### Durant la Guerre des clones
Après avoir participé à la bataille de Géonosis marquant le début de la Guerre des clones, Plo Koon est impliqué dans de nombreux combats avec sa toute nouvelle légion, la 104e, et le célèbre Commandant Wolffe.

#### L'affaire Malveillant
Lorsque sa flotte est attaquée par un terrible croiseur séparatiste appartenant au Général Grievous, le Malveillant. Ce gigantesque vaisseau a la particularité d'avoir un canon à ions paralysant le système du vaisseau ennemi. Avant que ses vaisseaux ne soient pulvérisés, le Commandant Wolffe a le temps d'embarquer Koon et quelques clones dans une capsule de sauvetage. Alors qu'ils allaient manquer d'oxygène, Ahsoka Tano ressentit le danger de Plo Koon, vu le fort lien qui les unissait. Avec la flotte d'Anakin Skywalker, ils traquèrent et attaquèrent le Malveillant, qui s'écrasa finalement sur une lune déserte de la planète Antar.

#### En chasse de Boba Fett
Plus tard encore, Plo Koon et Ahsoka durent enquêter sur un groupe de chasseurs de primes composé de Boba Fett, Aurra Sing, Castas et Bossk. Ces derniers avaient détruit le vaisseau amiral de Mace Windu, l' Endurance et tenté de l’assassiner. Ils prirent ensuite en otage l'amiral Kilian, un officier et le Commandant Ponds, qui mourut. Ahsoka et Plo avaient pour but de les retrouver et de sauver les otages restants. Ils allèrent dans la pègre de Coruscant pour trouver des informations, et Ahsoka sut qu'ils étaient sur Florrum. La mission fut une réussite, car les otages furent libérés, et Boba Fett et Bossk furent ramenés au centre de détention sur Coruscant.

#### L'enlèvement d'Ahsoka

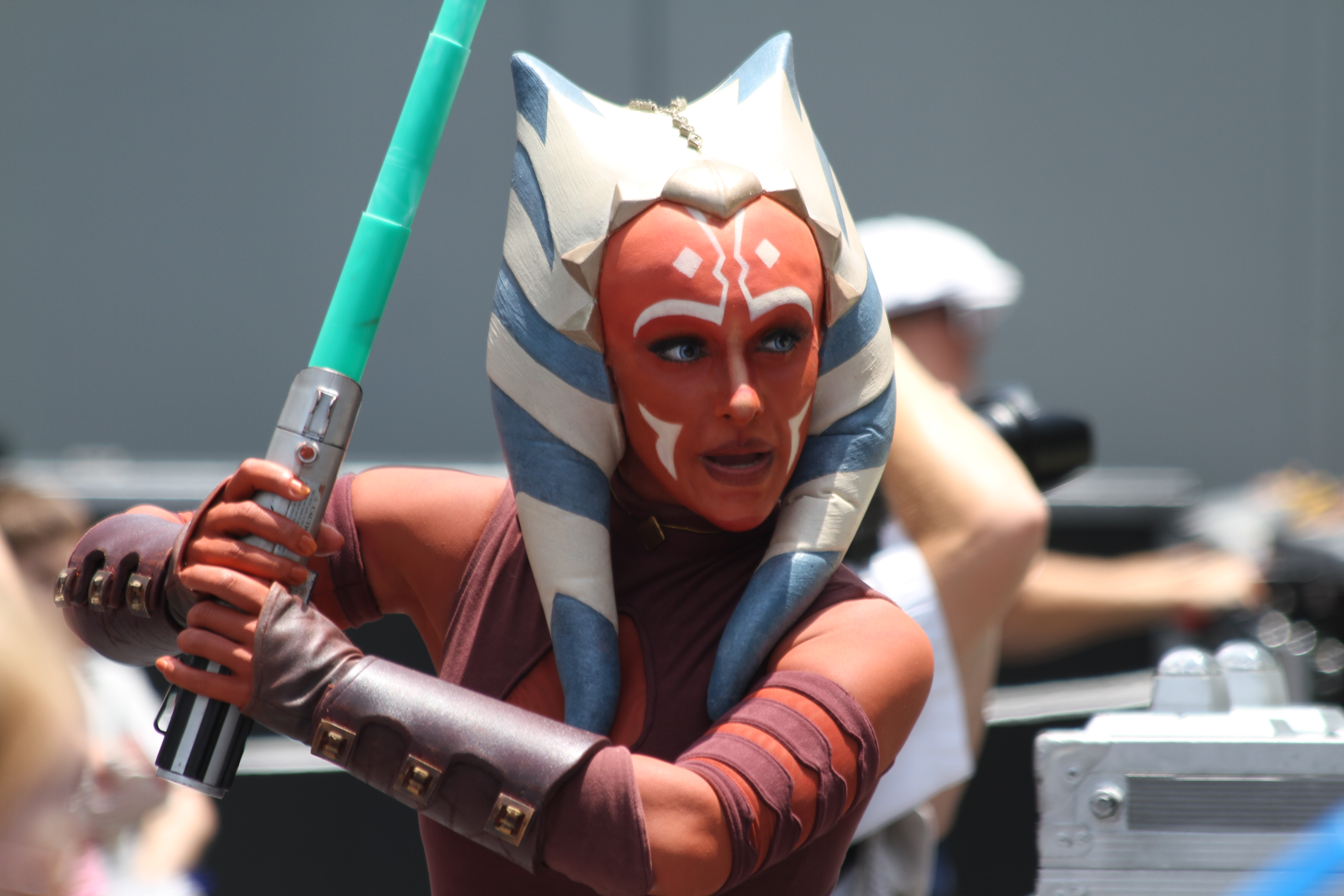
Cosplay d'Ahsoka dans la série.

Peu après, une nouvelle expérience douloureuse attendait Plo Koon. En effet, sa jeune protégée, Ahsoka Tano, avait été enlevée au cours d’une mission en territoire séparatiste, sur Felucia. Ceci devait sans doute perturber le maître Jedi mais comme à son habitude, montrant force et sagesse, il n’en laissa rien transparaître. Mieux, il montra un optimisme sans faille pour la jeune padawan, rassurant au mieux Anakin Skywalker, son maître, au bord de la crise de nerfs. Finalement la Togruta se sortit elle-même de cette situation, capturée par des trafiquants trandoshans et utilisée comme proie dans des parties de chasse, et put rejoindre elle-même Coruscant. Sur place, bien que soulagé, Plo Koon sut se mettre de côté et laisser Anakin et Ahsoka profiter de cet instant.

#### Bataille autour de la Citadelle sur Lola Sayu
Le maître Jedi Even Piell avait été capturé et mené dans la terrible prison pour Jedi connue sous le nom de Citadelle, réputée imprenable et d’où aucun captif n’avait pu s’échapper. Outre son importance pour l’Ordre et la Grande Armée, Piell était en possession d’informations vitales : les coordonnées d’une route hyperspatiale très peu connue, la route de Nexus, qui s’avérerait un atout majeur pour la victoire dans cette guerre.          
De Coruscant, Plo Koon supervisa les préparatifs du commando envoyé sur place, mené par Anakin Skywalker et Obi Wan Kenobi, et suivit leur progression tout au long de leur mission, prêt à envoyer du renfort au besoin. Avant cela, Koon eut une discussion avec la padawan de Skywalker, Ahsoka Tano, frustrée d’être écartée du groupe. Koon rassura la jeune Togruta, dispensant sa sagesse et la conseillant au mieux. Cette dernière fit ensuite ce qu’il fallut pour faire partie de la mission, au grand dam de son maître auquel elle avait encore désobéi. Néanmoins, Tano se montra très utile et efficace par la suite, prouvant que Plo Koon avait eu une bonne intuition.          
Hélas, la mission prit une tournure catastrophique lorsque les droïdes ennemis détruisirent la navette avec laquelle était arrivé le commando, le privant de tout moyen de quitter la planète. Immédiatement, une importante flotte républicaine fut lancée par Plo Koon, entouré des généraux Jedi Saesee Tiin, Adi Gallia et Kit Fisto. Ils purent donner rendez-vous au groupe sur une zone un peu éloignée de la prison mais le temps allait cruellement leur manquer. Arrivé en orbite de la planète Lola Sayu, Koon vit toute l’énormité de la tâche encore à accomplir. Il lui fallait percer l’imposant blocus séparatiste et retrouver au plus vite ses amis sur la planète toujours traqués par les milices droïdes d’Osi Sobeck, le cruel directeur de la prison.          
Koon n’eut d’autre choix que de monter lui-même à bord d’une canonnière et de laisser ses hommes batailler en orbite pendant, qu’accompagné des maîtres Tiin, Gallia et Fisto avec leurs chasseurs, il tentait de rejoindre le groupe de Kenobi. 
Tactique gagnante, Koon arriva juste à temps et put embarquer ses amis au moment où le site du rendez-vous était envahi de droïdes crabes. L’extraction fut immédiate, la flotte républicaine put quitter le système au bord de la panique, en subissant de lourds dommages mais la mission était un succès. De retour sur Coruscant, Koon ne put que regretter la mort de son collègue et ami Even Piell, tué au cours de la mission, alors que les coordonnées de la fameuse route de Nexus semblaient devenir sujet de tension entre Palpatine et le Conseil Jedi.

#### Le sauvetage d'Adi Gallia
Peu de temps après, Plo Koon prit d'assaut le vaisseau de Grievous dans lequel était prisonnière la Jedi Adi Gallia. Il mena ses troupes avec brio et put libérer la maître Jedi. Au même moment, il retrouva les droïdes R2-D2 et C-3PO qui avaient été perdus lors de la capture de Gallia.

#### Attentat au Temple de Jedi
« Je suis désolée maître, mais je ne reviens pas. »

— Ahsoka Tano à Anakin Skywalker
Après avoir assisté aux funérailles des victimes de l'explosion au Temple Jedi, Ahsoka est accusée du meurtre de Letta Turmond, une citoyenne de Coruscant responsable d'un attentat mortel dans le temple Jedi. Anakin croit dès le départ qu'elle est innocente et décide de mener l'enquête. Plo Koon fut assigné, avec Anakin Skywalker et quelques clones, à la recherche d'Ahsoka Tano dans les bas-fonds de Coruscant, celle-ci s'étant échappé de la prison où elle était retenue pour suspiscion du meurtre de Letta Turmond. La police souterraine informa avoir localisé Ahsoka au niveau 1315, et lorsque Koon arriva avec Skywalker, il vit qu'Ahsoka avait été neutralisé par Wolffe dans un entrepôt rempli de nano-droides. 
Il fut ensuite l'un des cinq Jedi, avec Obi-Wan Kenobi, Ki-Adi-Mundi, Yoda et Mace Windu, qui décidèrent d'exclure Ahsoka du Conseil Jedi. Il assista à son procès, jusqu'à l'ultime retournement, où Barriss Offee, une autre apprentie Jedi. qui avait été capturée par Skywalker, confessa être derrière tous les événements. Plo Koon, comme les autres Jedi, s'excusa auprès d'Ahsoka et lui proposa de rejoindre l'Ordre, mais elle refusa. Ce qui laisse Anakin sans voix et sans apprentie.

#### Un sabre laser retrouvé
Un peu plus tard, Plo Koon, accompagné du clone Wolffe et de son escouade de clones, découvrirent un vaisseau écrasé sur une planète désolée et ravagée par une tempête de sable. Suivant un faible signal, ils débarquèrent et explorèrent le vaisseau. Là, Koon découvrit un sabre laser, celui de l'ancien Maître Jedi Sifo-Dyas. Il ordonna aussitôt son rapatriement sur Coruscant. 

#### L'affaire Quinlan Vos
Plus tard, Plo Koon était présent lors d'une réunion du Conseil Jedi lorsqu'Obi-Wan Kenobi affirma n'avoir aucune nouvelle de Quinlan Vos, après que les Jedi l'aient envoyé en mission avec Asajj Ventress pour tuer Dooku. Comme les autres membres du Conseil, le Kel Dor s'inquiéta, craignant que Vos ne soit passé du Côté Obscur, ou même mort. 
Il apprit plus tard que Vos avait rejoint le camp de Dooku. Les mois passèrent, jusqu'à ce qu'un jour, Ventress se présente dans la salle du Conseil et se confessa : elle et Vos avaient été amants, et elle lui avait enseigné certains arts du Côté Obscur. Cependant, elle était prête à aider les Jedi à récupérer Vos. Le Conseil délibéra, et jugea Ventress honnête. Ainsi, les Maîtres demandèrent à la chasseuse de primes, accompagnée d'Obi-Wan Kenobi et d'Anakin Skywalker, de partir en mission. L'Amiral Yularen leur fournit alors la localisation de Dooku et Vos : la planète Taris, que les Séparatistes prévoyaient d'attaquer. La mission fut un succès, et les Jedi s'aperçurent que Vos n'avait qu'été prisonnier tout ce temps. 
Comme les autres membres du Conseil, Plo confia quelques missions sans importance à Quinlan durant le mois qui suivit, pendant qu'il guérissait lentement. Un jour, le Conseil décida de confier à nouveau à Vos la mission de tuer Dooku. Vos accepta, et, comme le reste du Conseil, Plo Koon fut surpris de ce qui se passa ensuite : l'état de Vos n'avait été qu'une ruse, et le Jedi fut arrêté après avoir voulu devenir l'apprenti de Dark Sidious. Il dévoila ensuite son double jeu : il n'avait voulu que démasquer le Seigneur Sith au pouvoir, se faisant passer pour un allié de Dooku. Mais il échoua, et revint dans le camp de la République.

### La Revanche des Sith
Peu de temps après la bataille de Coruscant, il fut découvert que Palpatine était le véritable seigneur des ténèbres des Sith, Dark Sidious, et manipulait la République et les Jedi. Après avoir tué Windu, Sidious tourna Skywalker du côté obscur de la Force. Il promulgua alors l'Ordre 66, qui utilisait les puces inhibitrices des clones pour les retourner contre les Jedi. Alors que les Jedi répartis dans la galaxie étaient massacrés, le temple fut attaqué par Skywalker, récemment baptisé Dark Vador. Plo Koon qui a pris le relais d'Obi-Wan Kenobi sur Cato Neimoidia pour pacifier la planète, contrôlée par la Fédération du commerce entre-temps.
Dès que Dark Sidious lance l'Ordre 66 exigeant des clones qu'ils abattent leurs leaders Jedi, le chasseur stellaire de Plo Koon est abattu au-dessus d'une des cités de la planète. Ce meurtre fut commis par un pilote d'élite n'étant pas Wolffe, mais le Capitaine clone Jag. Quant à Wolffe, il s'est affranchi de l'ordre 66 et a fui l'armée clone. Il réapparut dans la série Star Wars Rebels.

## Univers Légendes
À la suite du rachat de la société Lucasfilm par The Walt Disney Company, tous les éléments racontés dans les produits dérivés datant d'avant le 26 avril 2014 ont été déclarés comme étant en dehors du canon et ont été regroupés sous l’appellation « Star Wars Légendes ».
Dernier Padawan instruit par Maître Tyvokka, un Wookiee membre en son temps du Conseil Jedi, Plo Koon devient Chevalier Jedi et accompagne Tyvokka plusieurs fois durant les guerres hyperspatiales, notamment à Troiken où la République s'apprête à négocier avec le pirate Iaco Stark, spécialisé dans le trafic de bacta[Quoi ?]. Lorsque la rencontre dégénère en conflit ouvert (connu sous le nom de Guerre hyperspatiale de Stark), Tyvokka en est l'une des premières victimes et c'est à son ancien élève que se rallient les forces gouvernementales jusqu'à ce que celui-ci les mène à la victoire. Peu avant la Bataille de Naboo, il découvre l'affinité pour la Force d'Ahsoka Tano, la future padawan d'Anakin Skywalker, sur Shili.
Koon accède alors à son tour au rang de Maître et il est invité à siéger parmi les douze sages placés à la tête de l'Ordre Jedi. S'il aurait aimé y être rejoint par son ami Qui-Gon Jinn, il comprend vite que ce dernier est trop anticonformiste pour se voir accorder cet honneur et se console en se rapprochant de Micah Giett. La mort de Giett sur Yinchorr est un nouveau choc pour Plo Koon, qui décide immédiatement de prendre en charge la jeune Bultar Swan (Padawan de son compagnon de route défunt) mais ne tarde pas à connaître un nouveau deuil, puisque Maître Jinn est tué par le Sith Dark Maul sur Naboo. Il participe alors à la grande discussion sur la réapparition des Sith.
Au cours de la décennie qui suit, Koon utilise son pouvoir de manipulation mentale pour disperser les manifestants qui se sont introduits dans le Temple Jedi à la suite de la motion (soutenue par l'Enquête du Peuple) visant à contraindre l'Ordre à rendre des comptes au gouvernement de la République. Vers la même époque, il doit enquêter sur un artefact susceptible de détruire Coruscant. Son collègue du Conseil Jedi Yarael Poof le découvre et détruit la menace en se sacrifiant.

### Jeux vidéo
Plo Koon est un des personnages jouables de Star Wars Episode I: Jedi Power Battles, Star Wars: Obi-Wan, Lego Star Wars : La Saga complète, Lego Star Wars 3: The Clone Wars et Star Wars: The Clone Wars - Duels au sabre laser. Il apparait aussi dans Disney Infinity 3.0.

## Développement
Pendant la construction de son personnage, Plo Koon était surnommé « Plonkoon », du nom du fils de Nick Dudman. Il a été modifié par George Lucas avant le tournage de l'épisode 1 en « Plo Koon ».

« Plo Koon est un maître Jedi assez obscur qu'on aperçoit lors du Conseil et qui n'a pas une seule ligne de dialogue dans les trois films de la nouvelle trilogie. Mais j'aime beaucoup son design. Et j'aime beaucoup tous les Jedis que l'on aperçoit lors du Conseil : Kit Fisto, Ki-Adi-Mundi, Luminara, Plo Koon... Et comme beaucoup de fans, je me suis demandé ce que faisaient ces gens. On voit Plo Koon être abattu sur Cato Neimoidia et Stass Allie mourir sur Saleucami donc on sait qu'ils se sont déplacés à travers la galaxie pour combattre lors de la Guerre des Clones, mais sans jamais les voir. Nous pouvons donc désormais prendre un personnage comme Plo Koon et montrer de quelle façon son chemin a pu croiser celui d'Anakin et Obi-Wan. »

— Dave Filoni

## Interprétation
Plo Koon a été interprété par Alan Ruscoe dans La Menace Fantôme et par Matt Sloan dans L'Attaque des Clones. Sloan a repris le rôle une fois de plus dans La Revanche des Sith. Le personnage n'avait pas de dialogue dans les films de la prélogie, et était essentiellement un personnage d'arrière-plan. En outre son passage lors l'Ordre 66, Plo Koon devait, à l'origine, survivre à la chasse contre les clones en s’éjectant de son cockpit, mais il sera finalement tué par les pilotes clones.
Plo Koon est également doublé par James Arnold Taylor dans la série télévisée The Clone Wars. Au cours de la série, Koon a été au centre de plusieurs histoires et a obtenu un rôle de personnage récurrent. Fait important, il a été dépeint comme un mentor et une figure paternelle pour Ahsoka Tano, un personnage créé pour la série. Tano l'appelait souvent affectueusement et respectueusement « Maître Plo ».